# Fronte Nazionale (1997)
Il Fronte Nazionale (FN) è un partito politico italiano fondato nel 1997 e chiaramente ispirato all'omonima formazione francese.

## Storia

### La scissione e i primi passi
Il 13 luglio 1997 Adriano Tilgher, Tomaso Staiti di Cuddia ed Enzo Erra convocano un'assemblea di circa duecento dirigenti e militanti del Movimento Sociale Fiamma Tricolore. L'assemblea contesta Pino Rauti, accusato di una condotta non sufficientemente incisiva. Dopo un acceso confronto verbale i tre vengono espulsi con l'accusa «di aver danneggiato l'attività del movimento e il suo ordine interno». Il 26 settembre viene quindi annunciata la fondazione del nuovo soggetto, immediatamente appoggiata da Jean-Marie Le Pen, il quale non lesina il proprio sostegno. Molti furono gli strascichi polemici con l'MS-FT.

### I tentativi di avvicinamento
Il 18 luglio 2000 una riunione tra le delegazioni del Fronte Nazionale e del Movimento Sociale Fiamma Tricolore, nella sede di quest'ultimo, dà un primo via libera verso la nascita di un unico soggetto.
Il percorso comune subisce una brusca frenata quando alla Conferenza programmatica del 17 dicembre viene «constatata la mancanza di volontà concreta, da parte della dirigenza rautiana a convenire sulla creazione del movimento di alternativa antagonista al sistema di potere nazionale e sovranazionale». L'unica soluzione, a questo punto, è quella di presentarsi autonomamente alle elezioni politiche del 2001.

### Gli sviluppi successivi
Dopo qualche settimana i dirigenti, constatata la possibilità di generare confusioni con il Fronte Nazionale di Franco Freda (sciolto dal Ministero dell'Interno con decreto del 9 novembre 2000), decidono all'unanimità di mutare denominazione in Fronte Sociale Nazionale.
Il Fronte Sociale Nazionale si definiva per statuto «un movimento avente il fine di realizzare, con metodi partecipativi di democrazia integrale, una nuova forma di Stato che, come consapevolezza spirituale e morale, affermi il proprio valore organico, racchiudendo in sé la manifestazione politica, giuridica, economica e culturale della Nazione. Uno Stato che abbia come obiettivo l'attuazione di se stesso e quindi di un fine etico, immanente e continuo nel tempo, il cui contenuto è il bene del Popolo».
Intende inoltre proporre un nuovo modello di civiltà, alternativo a quello liberal-capitalista, in cui il lavoro sia posto a base della società e rappresenti, per il cittadino produttore, il riconoscimento di un diritto-dovere, per mezzo del quale egli possa partecipare direttamente alla gestione delle aziende e alle scelte politiche della nazione sulla base delle teorie economiche del corporativismo e della socializzazione.
Alle elezioni politiche il Fronte Sociale Nazionale si presenta esclusivamente in Abruzzo, Lazio 1 e Molise ottenendo 22 985 voti (0,65% locale) nella quota proporzionale per la Camera dei Deputati, 16 202 voti nella quota maggioritaria (0,46%) e 98 132 voti (1,48%) al Senato (dove era presente anche in Sicilia).
Alle successive elezioni amministrative, Tilgher si candida sindaco di Roma ottenendo 5 937 voti (0,36%).

### La ricerca oltre l'estrema destra (2002-2003)
Nel marzo 2002 il Fronte Sociale Nazionale si schierò con la CGIL contro le modifiche all'art. 18 dello Statuto dei Lavoratori partecipando alla manifestazione del Circo Massimo a Roma con tremila militanti.
In questa fase il Fronte Sociale Nazionale cerca vanamente, come spiegherà Tilgher, di «uscire dal ghetto dell'ultradestra, col sostegno alle manifestazioni no global, a quelle della CGIL, ma non c'è stato modo di aggregare altrove tutte le forze ostili al liberismo di destra e di sinistra».
In maggio il Fronte Sociale Nazionale partecipa alle elezioni comunali di Latina fuori dai poli ottenendo 589 voti (0,85%) di lista e 800 voti (1,07%) per il candidato sindaco Adriano Tilgher, quindi nessun seggio.
Un anno dopo alle elezioni provinciali di Roma, il Fronte Sociale Nazionale si presenta nuovamente fuori dai poli con Tilgher candidato presidente. La lista otterrà 12 350 voti (0,8%), mentre al leader del partito andranno 13 559 voti (0,7%). Nessun seggio e un dimezzamento del consenso rispetto alle precedenti elezioni provinciali del 1998 e una lieve ripresa rispetto alle politiche del 2001.

### La fase di Alternativa Sociale (2003-2006)
Il 27 novembre 2003 Alessandra Mussolini si dichiara «incompatibile» con la sua permanenza in Alleanza Nazionale e lascia polemicamente il partito. Quattro giorni dopo la nipote del duce fonderà Libertà di Azione.
L'evento mette in moto un rapido processo aggregativo nell'estrema destra italiana. Il 18 dicembre, infatti, Alessandra Mussolini con il segretario della Fiamma Tricolore Luca Romagnoli, il segretario del Fronte Sociale Nazionale Adriano Tilgher e il segretario di Forza Nuova Roberto Fiore, all'Albergo del Senato a Roma annunciano l'intenzione di unire i quattro partiti in un'unica lista in vista delle elezioni europee del 2004. Nasce così Insieme per un Movimento Sociale (ribattezzato un mese dopo Alternativa Sociale). Un cartello che nelle intenzioni di Tilgher vuole essere «contro il partito unico del liberismo imperante, che va da AN ai DS, vogliamo essere il partito della gente e del popolo».
Il cartello tuttavia nell'aprile 2004 perderà la Fiamma Tricolore e alle elezioni europee di giugno otterrà 400 626 voti pari all'1,23%, sufficienti per eleggere la Mussolini. A Tilgher, candidato in tutta Italia, andranno 8 943 preferenze.
In novembre al secondo Congresso del Fronte Sociale Nazionale si affrontano due mozioni. La prima del segretario punta a fare di AS gradualmente un partito vero e proprio. Gli si contrappone la mozione di Antonio Bellocchio, Paolo Signorelli e Roberto Incardona che invece vorrebbe che AS resti un semplice cartello elettorale.

Il Congresso di Montesilvano vedrà un dibattito molto acceso fino a degenerare in rissa, al punto che l'assemblea congressuale riuscirà a votare solo la rielezione di Tilgher a segretario nazionale.
La componente denominata prima Sinistra Nazionale e poi Socialismo Nazionale, rappresentata in Direzione Nazionale da Maurizio Canosci, Stelvio Dal Piaz, Ernesto Ferrante, Augusto Venditti e Paolo Signorelli, e la corrente denominata Fare Fronte, rappresentata in Direzione da Fulvio Noya e Roberto Incardona, lasceranno il Fronte Sociale Nazionale per dar vita alle Comunità di Socialismo Nazionale, primo embrione dell'associazione culturale Centro Studi Socialismo Nazionale, che dal 2011 diviene un vero e proprio soggetto politico: Unione per il Socialismo Nazionale.
Come AS, il Fronte Sociale Nazionale di Tilgher dopo le elezioni europee affronta le regionali del 2005 e le politiche del 2006.
Tuttavia già subito dopo le elezioni regionali il Fronte Sociale Nazionale è pronto ad abbandonare AS se non accelera verso la fusione.

### Il veto su Tilgher candidato (2006)
In vista delle elezioni politiche del 2006 AS sembra vicina a entrare nella coalizione del centro-destra italiano, la Casa delle Libertà. Tuttavia pare che Silvio Berlusconi per stringere il patto elettorale vorrebbe che Adriano Tilgher e Roberto Fiore non si candidino. Il 10 febbraio Berlusconi dagli studi di Matrix annuncia che l'accordo CdL-AS è ufficiosamente chiuso.
Il 14 febbraio il caso esplode platealmente allorché l'UDC al tavolo programmatico della CdL mette in chiaro che «l'accordo con i gruppi più radicali della destra non può prevedere la candidatura al Parlamento di personaggi impresentabili al pari di Ferrando e Caruso nell'Unione. Su questo nel centrodestra siamo d'accordo tutti». Il portavoce di Berlusconi, Bonaiuti, sul tardi chiarirà che «non c'è nessuna intesa con Adriano Tilgher». Tuttavia la Mussolini prima e Tilgher il giorno dopo confermano che per il 17 febbraio è prevista una conferenza stampa con Berlusconi per annunciare l'accordo organico CdL-AS, nessuno escluso.

Sempre il 15 febbraio Berlusconi alla radio conferma l'alleanza elettorale con AS ma dice no a «candidature discutibili» come quella di Adriano Tilgher e Roberto Fiore. Il 16 Tilgher, Mussolini e Fiore, pur di salvare l'alleanza, decidono di comune accordo di non candidarsi. Il giorno dopo mentre Tilgher in TV dichiara di non essere mai stato neofascista «neanche quando avevo venti anni perché i ‘neo’ non mi piacciono», Berlusconi e la Mussolini in conferenza stampa annunciano un accordo programmatico.
Il tanto agognato accordo non porta però i risultati sperati: AS si ferma alla Camera allo 0,67%, ben al di sotto della soglia di sbarramento del 2%. Analogo risultato al Senato. AS risulta pertanto essere la prima tra le liste della CdL non ammesse alla ripartizione dei seggi.
Quando il 22 aprile per le elezioni comunali romane Alessandra Mussolini decide autonomamente di entrare nella coalizione della Casa delle Libertà per Gianni Alemanno sindaco, si incrina definitivamente l'esperienza unitaria di Alternativa Sociale. Il Fronte Sociale Nazionale e Forza Nuova non condivideranno le scelte di Azione Sociale e presenteranno una lista unitaria fuori dai poli per Alessandra Sarti Magi sindaco.
Il 3 maggio Roberto Fiore dichiarerà ufficialmente «conclusa» Alternativa Sociale.
La lista unitaria Fronte Sociale Nazionale-Forza Nuova otterrà 2 543 voti pari allo 0,20% dei voti validi e nessun seggio.
La stessa lista alle contemporanee elezioni provinciali di Campobasso, fuori dai poli per Roberto D'Aloisio presidente otterrà 983 voti pari allo 0,76% e nessun seggio.

### Un percorso unificante
Dopo AS, nel giugno 2006 Tilgher scrive ai suoi militanti per lanciare una «Costituente di Base» che riaggreghi l'area della destra radicale: «Mi sono interrogato se c'è spazio ancora per una politica delle idee che avvicini ed associ sempre più persone. Mi sono risposto sì: ecco che lancio una proposta per fare una costituente di base. Del resto la volontà, da più parti espressa, di unificare i soggetti espressione di un'area, che si riconosce in una forte identità nazionale e nella volontà di ricostruire lo stato sociale, deve ormai diventare l'unico motore per le nostre scelte future. Se i vertici dei soggetti di questa area non sono stati capaci di unirsi, cerchiamo di farlo a livello di base».
Alle elezioni amministrative del 2007 il Fronte Sociale Nazionale non entra a far parte del «Patto d'Azione» Forza Nuova-Alternativa Sociale-Movimento Idea Sociale siglato in gennaio; se ne avvicinerà invece qualche mese più tardi.

### La confluenza ne La Destra (2008)
In occasione delle elezioni politiche anticipate del 2008, il Fronte Sociale Nazionale dà indicazione di voto per La Destra di Francesco Storace, con il quale il 16 marzo 2008 viene stabilito «patto federativo».
Nel dicembre dello stesso anno Tilgher scrive ai suoi militanti annunciando la definitiva confluenza del Fronte Sociale Nazionale nel partito di Storace.

### La ricostituzione nel 2013
Nel 2013 Tilgher ufficializza il suo addio a La Destra e il Fronte Nazionale torna a essere un partito autonomo.
Nel 2014 il Fronte Nazionale si presenta in alcuni piccoli comuni chiamati alle elezioni; a Castello Cabiaglio ottiene il 12,2% e 3 seggi su 10 al consiglio comunale.
In vista delle regionali campane del 2015, il segretario del partito a Casal di Principe si candida al consiglio regionale a sostegno della lista Campania in Rete, in appoggio al candidato di centrosinistra Vincenzo De Luca. Adriano Tilgher in seguito non affermerà il sostegno del Fronte Nazionale a tale candidato durante un'intervista in un servizio della trasmissione televisiva L'aria che tira su LA7, ma lascerà libertà politica al suo segretario locale candidato nella lista Campania in Rete.
In occasione del referendum costituzionale del 2016 il Fronte Nazionale sostiene il NO.

## Ideologia
Il partito rifiuta di essere inserito nei tradizionali schieramenti di destra o di sinistra, considerandoli appartenenti al passato, ritenendo necessario combattere opporsi al mondialismo e all'ultraliberismo, al fine di ottenere una piena sovranità culturale, economica e monetaria. Il partito riconduce le proprie prerogative ideologiche al socialismo nazionale.

## Relazioni con gli altri movimenti
Il 26 novembre 2013 alcuni militanti del gruppo bolognese del Fronte Nazionale vengono aggrediti da diversi presunti attivisti del Collettivo Universitario Autonomo (CUA) durante un volantinaggio nell'ambito di un'iniziativa contro il degrado della zona universitaria cittadina. In una nota il collettivo esprimerà solidarietà agli aggressori; di contro, l'evento viene definito come "un'odiosa azione squadrista" dal procuratore aggiunto Giovannini.

## Risultati elettorali
| Elezione       | Elezione     | Voti                   | %                      | Seggi |
| -------------- | ------------ | ---------------------- | ---------------------- | ----- |
| Politiche 2001 | Camera       | 22 985                 | 0,06                   | -     |
| Politiche 2001 | Senato       | 98 132                 | 0,29                   | -     |
| Europee 2004   | Europee 2004 | In Alternativa Sociale | In Alternativa Sociale | -     |
| Politiche 2006 | Camera       | In Alternativa Sociale | In Alternativa Sociale | -     |
| Politiche 2006 | Senato       | In Alternativa Sociale | In Alternativa Sociale | -     |
| 1.             |              |                        |                        |       |